# 维克托·费奥多罗维奇·卡扎科夫
维克托·费奥多罗维奇·卡扎科夫（羅馬化：Viktor Fyodorovich Kazakov；1923年2月10日—1995年1月1日）是一位在东线作战的苏联空军中尉。1946年，卡扎科夫被授予苏联英雄称号。
1940年，卡扎科夫被红军征召入伍。一年后，他从军事航空飞行员学校毕业，并于1943年至1945年在东线作战。卡扎科夫参加了克里米亚攻势。行动成功后，卡扎科夫被调往白俄罗斯，在那里他被任命为飞行指挥官，并率领攻击机群投入战斗。到1945年5月，卡扎科夫出动了174架次，轰炸和攻击敌方人力和装备，摧毁了18辆坦克、多达80辆车辆、40多艘野战和防空战舰、5艘小型船只、7个油箱、数百名纳粹士兵。
战争结束后，卡扎科夫从法律学院毕业，在苏共列宁格勒地区委员会工作。1995年1月24日，他在莫斯科去世，葬于特罗耶库罗夫公墓。

## 荣誉
- 苏联英雄（1946年）
- 红旗勋章
- 卫国战争勋章
- 荣誉勋章